# Alexander Siegmund Pordes
Œuvres principales
Adrienne
Alexander Siegmund Pordes (né le 6 décembre 1878 à Lemberg, mort le 29 octobre 1931 à Berlin) est un écrivain et librettiste autrichien.
Il est essentiellement connu pour Branntweinlied, chanson de l'opérette Adrienne de Walter Wilhelm Goetze.

## Source de la traduction
- (de) Cet article est partiellement ou en totalité issu de l’article de Wikipédia en allemand intitulé « Alexander Siegmund Pordes » (voir la liste des auteurs).